# Edward Tubielewicz
Edward Tubielewicz (ur. 1 czerwca 1886 w Orszy, zm. 10 kwietnia 1956 w Bydgoszczy) – polski inżynier i pracownik służb komunalnych.

## Życiorys
W 1903 ukończył gimnazjum przyrodnicze w Pińsku, a potem zaczął studiować w Instytucie Technologicznym w Charkowie (dyplom nr 3009). W czasie nauki działał w polskim podziemnym ruchu narodowym. Po zakończeniu studiów kierował montażem pomp kanałowych w prywatnym przedsiębiorstwie działającym na zlecenie charkowskich władz miejskich. Od 1914 do 1919 pracował w zarządzie miejskim w Woroneżu, gdzie był inspektorem sieci wodociągowej. 
W 1920 przedostał się do Polski i walczył z bolszewikami. 1 kwietnia 1921 podjął zatrudnienie w Zarządzie Miejskim w Bydgoszczy i stopniowo, piastując różne funkcje doszedł do stanowiska dyrektora wodociągów miejskich. W czasie okupacji niemieckiej krótko (do 15 czerwca 1940) pracował jeszcze w wodociągach, ale potem zwolniono go, jako Polaka. Po wyrzuceniu Niemców z Bydgoszczy przystąpił do działań zabezpieczających i zajął się odbudową bydgoskiej sieci wodociągowej. Ponownie doszedł do stanowiska dyrektora miejskich wodociągów i kanalizacji, które piastował do 1951. Od 1953 pełnił obowiązki zastępcy dyrektora Miejskiego Przedsiębiorstwa Gospodarki Komunalnej. Po kolejnych przekształceniach zakończył pracę w bydgoskich służbach komunalnych. Został pochowany w Bydgoszczy.

## Sport
W 1935 był współzałożycielem Klubu Sportowego Pracowników Miejskich w Bydgoszczy. 

## Ordery i odznaczenia
- Złoty Krzyż Zasługi (dwukrotnie: 1938[1], 2 lipca 1947[3])